# Дундулене, Пране Винцевна
Пра́не Винцевна Дундулене-Стуке́найте (лит. Pranė Dundulienė-Stukėnaitė; 12 февраля 1910, Пилипай — 27 февраля 1991, Вильнюс) — литовская учёная-этнограф, доктор гуманитарных наук. Исследователь традиционной литовской культуры.

## Биография
Родилась 12 февраля 1910 года в деревне Пилипай Свенцянского уезда Виленской губернии Российской империи (ныне Швенчёнский район Литовской Республики) в крестьянской семье. Окончила школу в Свенцянах (Швенчёнис) и литовской гимназии имени Витаутаса Великого в Вильно (Вильнюс). В 1935 году на факультете естественных наук Вильнюсского университета имени Стефана Батория начала изучать географию, продолжила изучение этнологии на факультете гуманитарных наук. Магистерскую степень получила в 1939 году за работу «Этнографический материал окрестностей Марцинкониса».
В 1938—1940 годах — сотрудница Литовского научного общества. В 1941 году приглашена в Институт этнологии Академии наук Литовской ССР (позже Институт истории Литвы), работала научным сотрудником до 1950 года. С 1940 года преподавательница Вильнюсского государственного университета, основательница кафедры этнографии в университете. Профессор (1971). Читала лекции по литовской, балтийской и восточнославянской этнографии. Под её руководством защищено более 100 дипломных работ и написано несколько диссертаций. Участвовала в республиканских и всесоюзных научных конференциях. Автор 15 книг и более 500 статей о земледелии, обычаях, религии и мифологии литовцев (применение сравнительного и этнопсихологического методов). Автор главных трудов «Этнография литовцев» (1982) и «Этнология литовцев» (1991), соавтор «Историко-этнографического атласа Прибалтики».
Ежегодно организовывала студенческие экспедиции в разные регионы Литвы для изучения литовского быта и народного творчества.
Скончалась 27 февраля 1991 года в Вильнюсе в возрасте 90 лет.

## Личная жизнь
Была замужем за историком Бронюсом Дундулисом, доктором исторических наук.
В своих воспоминаниях писала, что в июле 1944 года была свидетелем грабежа и насилия в отношении литовцев в Вильнюсе со стороны Армии Крайовой (от рук поляков погибли как минимум три литовца у неё на глазах).

### На русском
- Этнографическая наука в Вильнюсском университете. - Вильнюс: МВ ССО ЛитССР, 1978. - 139 c. ил. 20 см.
- Культ деревьев в верованиях древних литовцев. - Вильнюс: Минтис, 1979. - 103 с. ил., 17 см.
- Уж и его символы в народном искусстве и словесном творчестве литовцев: Учеб. пособие. - Вильнюс: ВГУ, 1979. - 167 c. ил., 38 c.:ил. 26 см.
- Птицы в древних литовских верованиях и в искусстве: Учеб. пособие. - Вильнюс, М-во высш. и сред. спец. образования ЛитССР, 1982. - 96 с. 40 л. ил., карт. 26 см.
- Литовская этнография: Учеб. пособие для ист. и филол. спец. вузов. - Вильнюс: Москлас, 1982. - 451 с. ил., 28 л. ил. 21 см.
- Литовская народная космология. - Вильнюс: Москлас, 1988. - 91,[4] с., [16] л. ил. 20 см.
- Язычество в Литве : Жен. божества. - Вильнюс: Минтис, 1989. - 163,[2] с. : ил.; 20 см.; ISBN 5-417-00166-X
- Хлеб в литовском быту и обычаях. - Каунас, 1989. - 123,[3] с.

### На литовском
- Žemdirbystė Lietuvoje. Vilnius, 1963 m.
- Lietuvių kalendoriniai ir agrariniai papročiai. Vilnius, 1979 m.
- Lietuvių etnografija. Vilnius, 1982 m.
- Lietuvių liaudies kosmologija. Vilnius, 1988 m.
- Senovės lietuvių mitologija ir religija. I leidimas 1990 m., II leidimas: Mokslo ir enciklopedijų leidybos institutas. 2007 m. ISBN 978-5-420-01617-6
- Lietuvių šventės: Tradicijos, papročiai, apeigos. Vilnius, 1991 m.
- Lietuvių etnologija. Vilnius, 1991 m.
- Žaltys ir jo simboliai lietuvių liaudies mene ir žodinėje kūryboje. Mokslo ir enciklopedijų leidybos institutas. 2005 m. ISBN 5-420-01577-3
- Senieji lietuvių šeimos papročiai. I leidimas 1999 m., II leidimas: Mokslo ir enciklopedijų leidybos institutas. 2005 m. ISBN 5-420-01576-5
- Paukščiai senuosiuose lietuvių tikėjimuose ir mene. Mokslo ir enciklopedijų leidybos institutas. 2006 m. ISBN 5-420-01597-8
- Ugnis lietuvių liaudies pasaulėjautoje. Mokslo ir enciklopedijų leidybos institutas. 2006 m. ISBN 5-420-01596-X
- Gyvybės medis lietuvių mene ir tautosakoje. Mokslo ir enciklopedijų leidybos institutas. 2006 m.
- Akys lietuvių pasaulėjautoje. Mokslo ir enciklopedijų leidybos institutas. 2006 m. ISBN 5-420-01594-3
- Duona lietuvių buityje ir papročiuose. Mokslo ir enciklopedijų leidybos institutas. 2007 m. ISBN 978-5-420-01622-0
- Medžiai senovės lietuvių tikėjimuose. Mokslo ir enciklopedijų leidybos institutas. 2008 m. ISBN 978-5-420-01625-1
- Pagonybė Lietuvoje: Moteriškosios dievybės. Mokslo ir enciklopedijų leidybos institutas. 2008 m.
- Lietuvių liaudies kosmologija. Mokslo ir enciklopedijų leidybos institutas. 2008 m.